# Mont Davidson
Pour les articles homonymes, voir Davidson et Mont Davidson (mont sous-marin).

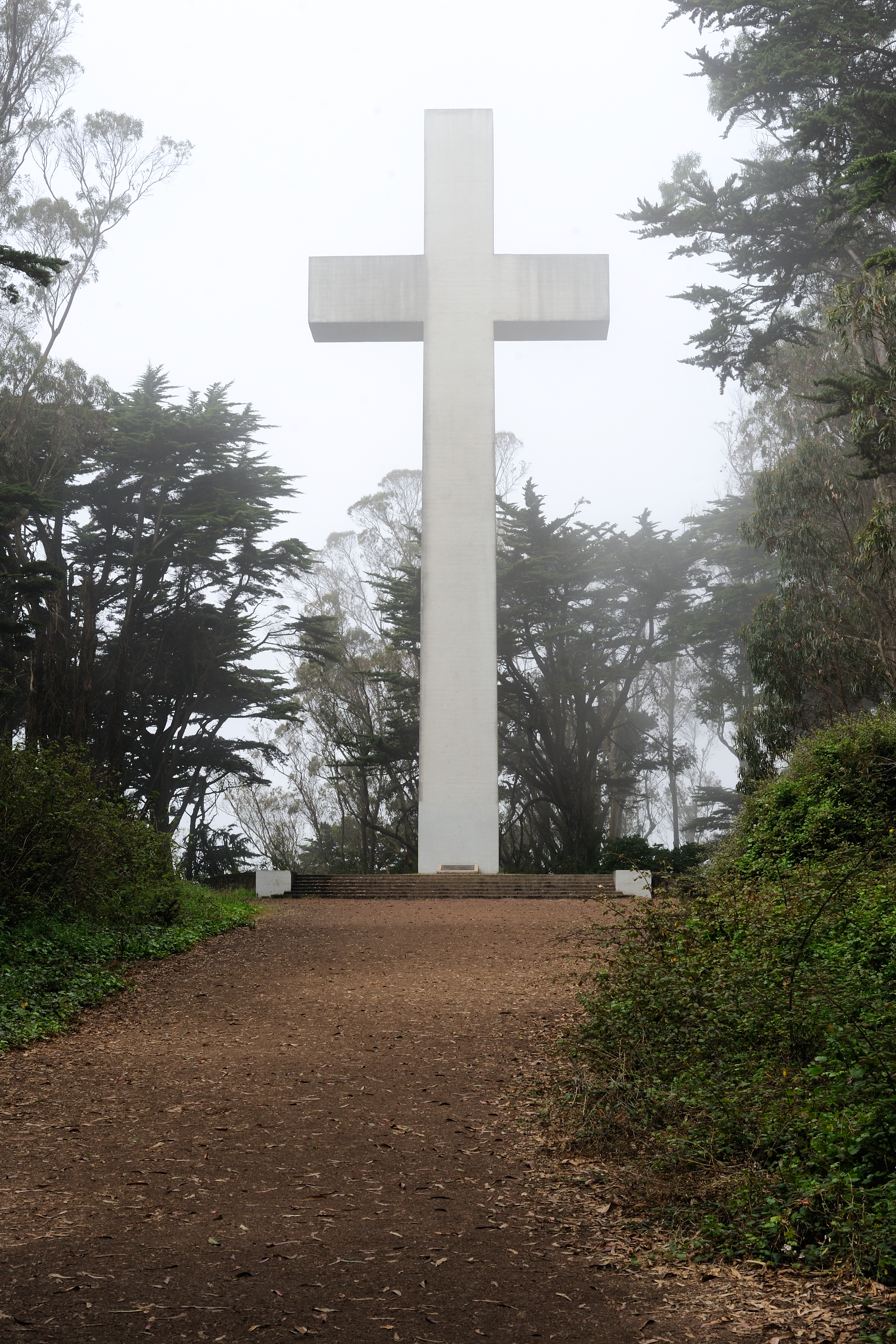
Mémorial du génocide arménien sur le Mont Davidson.

Le mont Davidson est le point culminant de la commune de San Francisco en Californie. Il s'élève à 282 mètres d'altitude. Il se trouve au centre géographique de la commune, au sud de Twin Peaks et de Portola Drive, à l'ouest de Diamond Heights et de Glen Park. Il est surmonté d'une croix en béton de 31,4 mètres de Myra Way à l'est, Dalewood Way au sud-ouest et Juanita Way au nord. Une croix hommage aux victimes du génocide arménien se trouve au sommet du mont.
Le quartier situé à proximité porte le nom de cette colline. Le City College of San Francisco et l'Archbishop Riordan High School se trouvent juste au sud du mont.